# Stade Amadou Gon Coulibaly
Das Stade Amadou Gon Coulibaly ist ein Fußballstadion mit Leichtathletikanlage in der ivorischen Stadt Korhogo, Hauptstadt des Distrikts Savanes, im Norden des Landes. Benannt ist die Anlage nach dem Politiker Amadou Gon Coulibaly (1959–2020). Er war von 2017 bis zu seinem Tod Premierminister des Landes. Es war eines von sechs Stadien für die Austragung des Afrika-Cup 2024.

## Geschichte
2014 erhielt die Elfenbeinküste den Zuschlag für den Afrika-Cup 2021. Das Stadion war als ein Spielort vorgesehen. Der Afrika-Cup 2019 war in Kamerun geplant. Aufgrund von Verzögerungen bei Infrastrukturvorhaben an den geplanten Spielorten wurde Kamerun das Turnier entzogen und an Ägypten vergeben. Dafür ging das Turnier 2021 an Kamerun und die Elfenbeinküste wurde Ausrichter des Afrika-Cup 2024. Ende 2018/Anfang 2019 begannen die ersten Arbeiten an der Baustelle. Der offizielle Spatenstich erfolgte am 18. Mai 2019. Der Hauptauftragnehmer war das chinesische Unternehmen CNBM (China National Building Material Group Corporation Ltd.), das den Entwurf des Architekturbüro EGPI umsetzte. Es wurden 50,02 Mrd. XOF (rund 76,25 Mio. Euro) in die Errichtung investiert. Das Stadion besitzt 20.000 Sitzplätze auf einem einstufigen Tribünenring, der nahezu komplett überdacht ist. Die Dachkonstruktion über den Längstribünen im Westen und Osten ist gegenüber den Kurven erhöht. Die Kunststoffsitze haben die Landesfarben, die mosaikartig angeordnet sind. Beleuchtet wird die Sportstätte durch vier Flutlichtmasten. In den Kurven ist hinter den Zuschauerplätzen je eine Videoanzeigetafel angebracht. Das Stade Amadou Gon Coulibaly wurde als letztes Stadion des Afrika-Cup 2024 eröffnet. Am 4. September 2023 fand zur Eröffnung die symbolische Übergabe der Schlüssel in einem Festakt statt. Die erste Partie wurde am Tag danach im Rahmen der CAF Women’s Champions League ausgetragen. Die Mannschaften von Athlético Abidjan und dem SC Casablanca standen sich gegenüber und trennten sich mit 1:1.

## Spiele des Afrika-Cup 2024 in Korhogo
In Korhogo wurden fünf Begegnungen der Gruppe E, ein Spiel der Gruppe F und ein Achtelfinale ausgetragen.
- 16. Jan. 2024, 18:00 Uhr MEZ, Gruppe E:  Tunesien –  Namibia  	0:1
- 16. Jan. 2024, 21:00 Uhr MEZ, Gruppe E:  Mali –  Südafrika 2:0
- 20. Jan. 2024, 21:00 Uhr MEZ, Gruppe E:  Tunesien –  Mali 1:1
- 21. Jan. 2024, 21:00 Uhr MEZ, Gruppe E:  Südafrika –  Namibia 4:0
- 24. Jan. 2024, 18:00 Uhr MEZ, Gruppe E:  Südafrika –  Tunesien 0:0
- 24. Jan. 2024, 21:00 Uhr MEZ, Gruppe F:  Tansania –  Demokratische Republik Kongo 1:1
- 30. Jan. 2024, 18:00 Uhr MEZ, Achtelfinale:  Mali –  Burkina Faso 2:1